# 卡捷里諾-普拉托尼夫卡
47°10′14″N 30°28′42″E / 47.17056°N 30.47833°E
卡泰里諾-普拉托尼夫卡（烏克蘭語：Катерино-Платонівка）是位於烏克蘭西南部的村莊，由敖德萨州贝雷济夫卡区的科諾普利亞內市鎮負責管轄。該村始建於1897年，面積1平方公里，海拔高度55米，2001年人口195，人口密度每平方公里195人。